# 간석천
간석천은 석천사거리인근에서 발원해 간석역 아래를 통과해 주안갯골로 이어지던 하천이다

## 지류
간석천의 지류는 수봉산에서 발원하는 주안천과 가좌천, 유신천 등이 있다.